# Thammaca
Thammaca là một chi nhện trong họ Salticidae.